# Jacques Pérez
Jacques Pérez (26. října 1932, Tunis – 1. července 2022) byl tuniský humanistický fotograf.

## Životopis
Jacques Pérez se narodil 26. října 1932 v tuniské medině. Jeho otec byl tuniský Žid a matka Němka.
Fotografování objevil v jedenácti letech s fotoaparátem, který mu půjčil jeho bratr. Studoval na technické škole Émile-Loubet v Tunisu, kde získal bakalářské vzdělání v technickém oboru.
V letech 1952 až 1968 vyučoval grafické techniky v Tunisu a patnáct let se amatérsky věnoval fotografii. Mohamed Ben Smaïl, ředitel společnosti Cérès, si u něj objednal knihu Éloges de Sidi Bou Saïd, s texty Max-Pola Foucheta, která vyšla v roce 1975 a odstartovala jeho kariéru profesionálního fotografa.
Francouzský politik Frédéric Mitterrand jej přezdíval «tuniský Doisneau», Jacques Pérez «strávil svůj život fotografováním Tuniska, jeho lidí a jejich lidství». Je také jedním ze zakladatelů tuniské Cinematheque.
Jacques Pérez zemřel ve věku 89 let 1. července 2022. Následujícího dne byl pohřben na židovském hřbitově svobodných myslitelů Borgel v Tunisu.

## Výstavy
Neúplný seznam:
- 1994: Tunisko od Jacqua Péreze, Měsíc fotografie, Paříž[1]
- 1997: Tunis, hlavní město kultury, skupinová výstava, Informační galerie, Tunis[1]
- 2007: Sidi Bou Said, Galerie Ammar-Farhat, Tunis[5]
- 2021: Vzpomínky před zapomněním, Palác Kheireddine (Městské muzeum v Tunisu), Tunis[2]
- 2022: Pouť na Djerbu: fotografie Jacqua Péreze, 1980, Muzeum umění a dějin judaismu, Paříž[6][7]

## Publikace
Neúplný seznam:
- Max-Pol Fouchet (photogr. Jacques Pérez), Éloges de Sidi Bou Saïd, Tunis, Cérès, 1975, 99 s. (EAN 2000055511580).
- Michael Tomkinson (photogr. Jacques Pérez), La Tunisie en images, Société tunisienne de diffusion, 1976, 128 s.
- Abdelmajid Ennabli et Jacques Pérez, Carthage retrouvée, Paris, Herscher, 1995, 151 s. (ISBN 978-9973-19-055-0).
- Lucette Valensi et Abraham Udovitch, Jacques Pérez: les juifs de Djerba, archives d’un photographe, Tunis, Simpact, 1999, 155 s. (ISBN 978-9973974532)
- Dar Al Kamilia, résidence de l’ambassade de France à La Marsa, Tunis, Dunes Éditions, 2004, 143 s.
- Samira Gargouri-Sethom et Jacques Pérez, Les bijoux de Tunisie, Tunis, Dunes Éditions, 2005, 166 s. (ISBN 9973-9799-1-5).
- Jamila Binous et Jacques Pérez, La médina de Tunis et Alexandre Roubtzoff, Tunis, Dunes Éditions, 2010, 228 s. (ISBN 978-9973020130).
- Lucette Valensi et Abraham Udovitch (foto: Jacques Pérez), Juifs de Djerba: regards, paroles et gestes, Paris, L’Éclat, 2022, 224 s. (ISBN 978-2841625819)

## Vyznamenání
- Národní cena za umění a literaturu Tuniska[8]
- Rytíř Řádu za kulturní zásluhy Tuniské republiky[8]
- Národní cena za kulturu Tuniské republiky[9]
- Rytíř umění a literatury (2009)[9][10]

## Veřejné sbírky
- UNESCO[9]
- Fondation Aga Khan[9]
- Francouzská národní knihovna[9]
- Institut du monde arabe[9]
- Musée national palestinien[9]
- Maison européenne de la photographie[11][12]
- Ministère tunisien de la Culture[9]
- Musée d’Art et d’Histoire du judaïsme[7]